# نقل صوت الهاتف المحمول باستعمال بروتوكول الإنترنت
نقل صوت الهاتف المحمول باستعمال بروتوكول الإنترنت(بالإنجليزية: Mobile Voice over Internet Protocol)‏ اختصاراً mVoIP، هي إضافة لشبكات المحمول إلى شبكاتالصوت عبر الإنترنت. هناك عدة أنواع من  الاتصالات مدعومة بكثرة:بروتوكولات اللاسلكي أو الاتصالات اللاسلكية الرقمية المحسنة (Digital Enhanced Cordless Telecommunications) أوخدمة الاتصالات الشخصية (Personal Communications Service) للمسافات القريبة حيث أن كل المحطات الرئيسية مرتبطة بنفس الشبكة، والمناطق الواسعة تُستخدم بروتوكولات شبكات الاتصال الجيل الثالث والجيل الرابع.